# Amore & Vita/Saison 2013
Dieser Artikel listet Erfolge und Fahrer des Radsportteams Amore & Vita in der Saison 2013 auf.

## Erfolge in der UCI Europe Tour
In der Saison 2013 gelangen dem Team nachstehende Erfolge in der UCI Europe Tour.
| Datum    | Rennen                                        | Kat. | Sieger      |
| -------- | --------------------------------------------- | ---- | ----------- |
| 22. Juni | Estnische Meisterschaft – Straßenrennen (U23) | CN   | Mihkel Räim |

## Abgänge – Zugänge
| Zugänge                          | Team 2012                   | Abgänge               | Team 2013             |
| -------------------------------- | --------------------------- | --------------------- | --------------------- |
| David Boily                      | SpiderTech-C10              | Maxym Awerin          | Atlas Personal-Jakroo |
| Hossein Alīzādeh                 | Tabriz Petrochemical Team   | Andrei Misurow        | Torku Şekerspor       |
| Daniel Holloway                  | Team Raleigh-GAC            | Bernardo Colex junior | Depredadores Team     |
| Wolodymyr Startschyk             | Uzbekistan Suren Team       | Wladislaw Borissow    | Unbekannt             |
| Antonio Di Battista              | Neoprofi                    | Jowtscho Jowtschew    | Karriereende          |
| Anton Mikailov                   | Neoprofi                    | Anton Kaniuk          | Unbekannt             |
| Mihkel Räim                      | Neoprofi                    | Philipp Mamos         | Unbekannt             |
| Serhij Sewostianow               | Neoprofi                    | Patrik Morén          | Unbekannt             |
| Artjom Toptschanjuk (ab 1. März) | SP Tableware Cycling Team   | Marino Palandri       | Unbekannt             |
| Robbie Squire (ab 1. Juni)       | Ceramica Flaminia-Fondriest |                       |                       |

## Mannschaft
| Name                 | Geburtstag       | Nationalität       |              |
| -------------------- | ---------------- | ------------------ | ------------ |
| Hossein Alīzādeh     | 24. Januar 1988  | Iran               |              |
| David Boily          | 28. April 1990   | Kanada             |              |
| Jarosław Dabrowski   | 20. Juli 1983    | Polen              |              |
| Antonio Di Battista  | 13. Oktober 1986 | Italien            |              |
| Daniel Holloway      | 21. Mai 1987     | Vereinigte Staaten |              |
| Niv Libner           | 1. November 1987 | Israel             |              |
| Viesturs Lukševics   | 16. April 1987   | Lettland           |              |
| Uri Martins          | 7. August 1990   | Mexiko             |              |
| Anton Mikailov       | 11. Mai 1986     | Israel             |              |
| Mihkel Räim          | 3. Juli 1993     | Estland            |              |
| Serhij Sewostianow   | 11. Februar 1992 | Ukraine            |              |
| Robbie Squire        | 1. April 1990    | Vereinigte Staaten |              |
| Wolodymyr Startschyk | 13. April 1980   | Ukraine            |              |
| Anton Stortschus     | 11. Mai 1992     | Ukraine            |              |
| Artjom Toptschanjuk  | 27. Januar 1989  | Ukraine            |              |
| Stagiaires           | Stagiaires       | Nationalität       | Nationalität |
| Eugenio Bani         | Eugenio Bani     | Italien            |              |
| Andrei Voicu         | Andrei Voicu     | Rumänien           |              |